# Cape Cod
Cape Cod (рус. Кейп Код, Сикаленко Максим Леонидович, род. 31 мая 1986) — псевдоним украинского музыканта, продюсера, диджея и автора песен Максима Сикаленко, а также название его электронного проекта.

## Карьера
Проект был основан в конце 2011 года. Название выбрано благодаря полуострову Кейп-Код, который находится на северо-востоке США и считается одним из самых тихих мест на планете.
В конце 2013 года Максим познакомился и начал сотрудничество с Константином Дмитриевым (Constantine). В этом же году начал работу над первым полноценным альбомом.
В 2015 году вышел первый совместный сингл и клип на песню «The One».
В марте 2016 года выходит второй сингл и видео на песню «Erotica», режиссёром которого стал Павел Кильдау.
17 июня 2016 года на лейбле Kiev House вышел дебютный альбом под названием «Cult», сведением и мастерингом которого занимался Stuart Hawkes (Disclosure, Эми Уайнхаус, Gorgon City, Эд Ширан).
В том же году вышло видео на третий сингл с альбома «Bit Beach», которое попало в список «100 великих клипов года по версии издания Афиша. Daily».
Осенью 2016 года проект Cape Cod был номинирован сразу на две премии — Jagermeister Indie Awards (номинация «Лучший электронный артист года») и (A) Prize (номинация «Лучший альбом года»).
В начале 2017 года Константин Дмитриев (Constantine) прекратил сотрудничество с Cape Cod и начал сольную карьеру в качестве артиста лейбла Masterskaya, принадлежащего Ивану Дорну.
В декабре 2017 года вышел первый сингл с предстоящего второго альбома на песню «I Don’t Wanna Know», записанный в сотрудничестве с американской певицей Mickey Shiloh. Запись песни происходила на расстоянии, инструментальную часть записывали в Киеве, а вокал в Калифорнии.
Летом 2018 года был презентован второй сингл «I’m Coming Home», приглашенным артистом на котором стал ирландский вокалист Richard Farrell.
28 сентября 2018 вышел второй номерной альбом, получивший название «Echoes».
К записи 14 треков с релиза присоединились 7 вокалистов из США, Великобритании и Ирландии. Основным лейтмотивом альбома стала попытка вырваться из потока информационного шума. В день премьеры был запущен квест, во время которого ряд киевских заведений целую неделю транслировал у себя альбом от начала до конца, после чего предлагал посетителям оставить свой «физический» комментарий.
Осенью 2018 года Cape Cod получил премию Jager Music Awards в номинации «Электроника года».
5 июня 2019 года вышла коллаборация Cape Cod и известный украинской певицы крымскотатарского происхождения Джамалы под названием «Крок».
В сентябре 2019 года песня «Sunsay» со второго номерного альбома стала саундтреком к известному американскому сериалу «90210».
18 июня 2021 года выходит макси-сингл под названием «Лети», записанный совместно с вокалистом Алексеем Боднарем.

## Дискография

### Альбомы
- 2016: Cult
- 2018: Echoes

### Мини-альбомы
- 2014: Tell Me You Have No Time For Love

### Синглы
- 2013: «Put U Down / We Don’t Have To»
- 2013: «Let Me Drown / Catalunya»
- 2013: «Feeling Free» (feat. Cream Soda)
- 2015: «Holding On»
- 2019: «Крок» (вместе с Джамала)
- 2021: «Лети»

## Клипы
| Год  | Название                                        | Режиссёр          |
| ---- | ----------------------------------------------- | ----------------- |
| 2015 | «The One» (feat. Constantine)                   | Клим Денисов      |
| 2016 | «Erotica» (feat. Constantine)                   | Павел Кильдау     |
| 2016 | «Feel This Way» (feat. Constantine, Mr. Shapes) | Максим Сикаленко  |
| 2016 | «Bit Beach» (feat. Constantine)                 | Павел Кильдау     |
| 2017 | «I Don’t Wanna Know» (feat. Mickey Shiloh)      | Тарас Голубков    |
| 2019 | «Крок»                                          | Алексей Дивисенко |
| 2021 | «Лети»                                          | Сергей Мысак      |

## Награды и номинации
| Год  | Номинируемая работа | Категория               | Результат |
| ---- | ------------------- | ----------------------- | --------- |
| 2016 | Cult                | Электронный проект года | Номинация |
| 2016 | Cult                | Альбом года             | Номинация |
| 2018 | Echoes              | Электроника года        | Победа    |